# Dutch Basketball League 2016-17
Het Dutch Basketball League (DBL) seizoen 2016-17 was het 75e seizoen van de Nederlandse basketbal-Eredivisie. De competitie begon op 8 oktober 2016 en eindigde op 25 mei 2017. Donar won haar zesde landstitel.

## Clubs

### Algemeen
Alle 8 clubs die ook in het seizoen 2015-16 in de DBL speelden, keerden terug. Er was enige tijd onzekerheid over het deelnemen van Shoeters Den Bosch, dat dreigde failliet te gaan. Op 25 juli werd echter bekend dat de club door zou gaan in de DBL.
De naam van Challenge Sports Rotterdam werd voorafgaand aan het seizoen veranderd in Forward Lease Rotterdam. Op 1 november 2016 veranderde Shooters Den Bosch haar naam in New Heroes.
| Club                     | Plaats           | Stadion                   | Cap.  |
| ------------------------ | ---------------- | ------------------------- | ----- |
| Aris Leeuwarden          | Leeuwarden       | Sportcentrum Kalverdijkje | 1.700 |
| BC Apollo Amsterdam      | Amsterdam        | Apollohal                 | 1.500 |
| BSW                      | Weert            | Sporthal Boshoven         | 1.000 |
| Forward Lease Rotterdam  | Rotterdam        | Topsportcentrum Rotterdam | 1.000 |
| New Heroes Den Bosch     | 's-Hertogenbosch | Maaspoort Sports & Events | 2.700 |
| Donar                    | Groningen        | MartiniPlaza              | 4.350 |
| Landstede Basketbal      | Zwolle           | Landstede Sportcentrum    | 1.200 |
| Zorg en Zekerheid Leiden | Leiden           | Vijf Meihal               | 2.000 |

### Personeel en sponsors
| Club                     | Hoofdcoach           | Shirtsponsor   | Hoofdsponsor     |
| ------------------------ | -------------------- | -------------- | ---------------- |
| Aris Leeuwarden          | Klaas Stoppels       | Macron         | Univé            |
| BC Apollo Amsterdam      | Patrick Faijdherbe   | Nike           | –                |
| Forward Lease Rotterdam  | Armand Salomon       | Peak           | Forward Lease    |
| Donar                    | Erik Braal           | Burned         | –                |
| Landstede Basketbal      | Herman van den Belt  | Burned         | Landstede        |
| New Heroes 1             | Sander van der Holst | Burned         | New Heroes.com   |
| BSW                      | Radenko Varagic      | Spalding       | –                |
| Zorg en Zekerheid Leiden | Paul Vervaeck        | Panzari Sports | Zorg & Zekerheid |

1 New Heroes begon het seizoen als Shooters Den Bosch, maar veranderde op 1 november de clubnaam.

### Trainerswijzigingen
| Club                     | Vertrekkende trainer | Wijze van vertrek  | Vertrekdatum  | Positie in ranglijst | Vervangende trainer  | Begindatum        |
| ------------------------ | -------------------- | ------------------ | ------------- | -------------------- | -------------------- | ----------------- |
| Aris Leeuwarden          | Michael Schuurs      | Contract beëindigd | 21 april 2016 | Voorbereiding        | Klaas Stoppels       | 31 mei 2016       |
| Zorg en Zekerheid Leiden | Eddy Casteels        | Contract beëindigd | 19 mei 2016   | Voorbereiding        | Paul Vervaeck        | 14 juni 2016      |
| Shooters Den Bosch       | Sam Jones            | Contract beëindigd | 22 mei 2016   | Voorbereiding        | Sander van der Holst | 31 juli 2016      |
| BSW                      | Pascal Meurs         | Contract beëindigd | 22 mei 2016   | Voorbereiding        | Radenko Varagic      | 13 september 2016 |

## Regulier seizoen
| pos | club                     | gs | w  | v  | pnt | pv   | pt   | ds   |
| --- | ------------------------ | -- | -- | -- | --- | ---- | ---- | ---- |
| 1   | Donar                    | 28 | 26 | 2  | 52  | 2337 | 1753 | +584 |
| 2   | Landstede Basketbal      | 28 | 20 | 8  | 40  | 2176 | 1947 | +229 |
| 3   | Zorg en Zekerheid Leiden | 28 | 19 | 9  | 38  | 2032 | 1903 | +129 |
| 4   | New Heroes Den Bosch     | 28 | 14 | 14 | 28  | 2081 | 2080 | +1   |
| 5   | Forward Lease Rotterdam  | 28 | 12 | 16 | 24  | 2086 | 2212 | –126 |
| 6   | Apollo Amsterdam         | 28 | 9  | 19 | 18  | 2093 | 2294 | –201 |
| 7   | Aris Leeuwarden          | 28 | 8  | 20 | 16  | 2088 | 2388 | –300 |
| 8   | BSW                      | 28 | 4  | 24 | 8   | 1966 | 2282 | –316 |

|  | Kwalificatie voor de halve finale |
|  | Kwalificatie voor de kwartfinale  |

## Play-offs
|  | Kwartfinale | Kwartfinale             | Kwartfinale |  |  | Halve finale | Halve finale         | Halve finale |  |  | Finale | Finale              | Finale |
|  |             |                         |             |  |  |              |                      |              |  |  |        |                     |        |
|  |             |                         |             |  |  | 1            | Donar                | 4            |  |  |        |                     |        |
|  | 4           | New Heroes Den Bosch    | 2           |  |  | 4            | New Heroes Den Bosch | 0            |  |  |        |                     |        |
|  | 5           | Forward Lease Rotterdam | 0           |  |  |              |                      |              |  |  | 1      | Donar               | 4      |
|  |             |                         |             |  |  |              |                      |              |  |  | 2      | Landstede Basketbal | 1      |
|  |             |                         |             |  |  | 2            | Landstede Basketbal  | 4            |  |  |        |                     |        |
|  | 3           | ZZ Leiden               | 2           |  |  | 3            | ZZ Leiden            | 3            |  |  |        |                     |        |
|  | 6           | Apollo Amsterdam        | 1           |  |  |              |                      |              |  |  |        |                     |        |

## Individuele prijzen

### Most Valuable Player
| Pos | Naam        | Team  | Ref    |
| --- | ----------- | ----- | ------ |
| G   | Lance Jeter | Donar | [ 12 ] |

### DBL All-Star Team
| Pos | Naam          | Team                | Ref    |
| --- | ------------- | ------------------- | ------ |
| G   | Lance Jeter   | Donar               | [ 12 ] |
| G   | J.T. Tiller   | Landstede Basketbal | [ 12 ] |
| F   | Clayton Vette | Landstede Basketbal | [ 12 ] |
| F   | Chase Fieler  | Donar               | [ 12 ] |
| C   | Drago Pašalić | Donar               | [ 12 ] |

### MVP onder 23
| Pos | Naam               | Team                 | Ref    |
| --- | ------------------ | -------------------- | ------ |
| G   | Maarten Bouwknecht | New Heroes Den Bosch | [ 12 ] |

### Sixth Man of the Year
| Pos | Naam          | Team  | Ref    |
| --- | ------------- | ----- | ------ |
| G   | Arvin Slagter | Donar | [ 12 ] |

### Most Improved Player
| Pos | Naam               | Team                 | Ref    |
| --- | ------------------ | -------------------- | ------ |
| G   | Maarten Bouwknecht | New Heroes Den Bosch | [ 12 ] |

### Defensive Player of the Year
| Pos | Naam        | Team                | Ref    |
| --- | ----------- | ------------------- | ------ |
| G   | J.T. Tiller | Landstede Basketbal | [ 12 ] |

### Rookie of the Year
| Pos | Naam             | Team                | Ref    |
| --- | ---------------- | ------------------- | ------ |
| F   | Olaf Schaftenaar | Landstede Basketbal | [ 12 ] |

### Sixth Man of the Year
| Pos | Naam          | Team  | Ref    |
| --- | ------------- | ----- | ------ |
| G   | Arvin Slagter | Donar | [ 12 ] |

### DBL All-Defense Team
| Pos | Naam             | Team                | Ref    |
| --- | ---------------- | ------------------- | ------ |
| G   | Sean Cunningham  | Donar               | [ 12 ] |
| G   | J.T. Tiller      | Landstede Basketbal | [ 12 ] |
| F   | Jason Dourisseau | Donar               | [ 12 ] |
| F   | Mohamed Kherrazi | ZZ Leiden           | [ 12 ] |
| C   | Thomas Koenis    | ZZ Leiden           | [ 12 ] |

### DBL All-Rookie Team
| Pos | Naam             | Team                       | Ref    |
| --- | ---------------- | -------------------------- | ------ |
| G   | Rens Butter      | ZZ Leiden                  | [ 12 ] |
| G   | Sam van Dijk     | Challenge Sports Rotterdam | [ 12 ] |
| F   | Marijn Ververs   | ZZ Leiden                  | [ 12 ] |
| F   | Jules Schild     | BSW                        | [ 12 ] |
| F   | Olaf Schaftenaar | Landstede Basketbal        | [ 12 ] |

### Coach of the Year
| Naam       | Team  | Ref    |
| ---------- | ----- | ------ |
| Erik Braal | Donar | [ 12 ] |